# Modern Physics Letters
Modern Physics Letters ist eine Reihe von begutachteten wissenschaftlichen Fachzeitschriften. Sie werden von World Scientific veröffentlicht.

## Modern Physics Letters A
Modern Physics Letters A behandelt seit 1986  Gravitation, Kosmologie, Kernphysik, Teilchen und Felder. Der Impact Factor für 2009 betrug 1.075.
- ISSN 1126-6708 (Druck)
- ISSN 1029-8479 (web)

## Modern Physics Letters B
Modern Physics Letters B behandelt seit 1987 kondensierte Materie, statistische Physik und angewandte Physik, und Supraleiter. Der Impact Factor für 2009 betrug 0.512.
- ISSN 0217-9849 (Druck)
- ISSN 1793-6640 (web)